# Републикански път III-514
Републикански път IIІ-514 е третокласен път, част от републиканската пътна мрежа на България, преминаващ по територията на области Русе и Велико Търново. Дължината му е 54 км.
Пътят започва при 29,6 км на Републикански път II-51 на 2,4 км югоизточно то село Лом Черковна, насочва се на югозапад и след 2 км навлиза във Великотърновска област. Преминава през село Камен и северно от село Сушица, като заобикаля от север и запад Драгановските височини и слиза в долината на река Янтра срещу устието на притока ѝ река Росица. При село Драганово завива на юг, пресича Янтра, преминава през град Долна Оряховица, отново пресича река Янтра и достига до центъра на град Горна Оряховица. След това се насочва на югозапад, преодолява Арбанашкото плато и отново слиза в долината на Янтра, западно от историческия хълм Царевец. За трети път пресича Янтра, преминава през центъра на Велико Търново и в южната му част се свързва с Републикански път I-5 при неговия 103,4 км.
| Пътища, отклоняващи се надясно (населено място, № на пътя, посока на пътя) | Км   | Пътища, отклоняващи се наляво (посока на пътя, № на пътя, населено място) |
| -------------------------------------------------------------------------- | ---- | ------------------------------------------------------------------------- |
| Община Бяла, Област Русе, II-51, 29,6 км →                                 | 0,0  | → 29,6 км, II-51, Област Русе, Община Бяла                                |
|                                                                            | 1,2  | ← 11,7 км III-4072 (от 21,7 км на път III-407)                            |
| Община Стражица, Област Велико Търново                                     | 2    | Област Велико Търново, Стражица                                           |
| (за с. Нова Върбовка) общински път, с. Камен ←                             | 5,9  | с. Камен                                                                  |
| (до 71 км на път III-405) III-407 37,9 км ←                                | 10,3 | ← 37,9 км III-407 (от с. Моравица)                                        |
| (за с. Паисий) общински път ←                                              | 11,4 |                                                                           |
|                                                                            | 14,4 | → общински път (за с. Сушица)                                             |
| Община Горна Оряховица                                                     | 19   | Община Горна Оряховица                                                    |
| (за с. Стрелец) общински път ←                                             | 25,1 |                                                                           |
| с. Драганово                                                               | 29,3 | ← с. Драганово, 14,5 км III-4073 (от с. Царски извор)                     |
| (от 89,2 км на I-5) III-5003, 10,2 км →                                    | 31,4 |                                                                           |
| гр. Долна Оряховица                                                        | 37,1 | → гр. Долна Оряховица, общински път (за с. Писарево)                      |
|                                                                            | 39,2 | → общински път (за с. Козаревец) → общински път (за гр. Лясковец)         |
| (от с. Поликраище) II-53, 10,8 км, гр. Горна Оряховица →                   | 45,3 | → гр. Горна Оряховица, 10,8 км, II-53 (до гр. Средец)                     |
| Община Велико Търново                                                      | 47,4 | Община Велико Търново                                                     |
|                                                                            | 48,9 | → общински път (за с. Арбанаси)                                           |
| (от гр. Русе) I-5, 103,4 км, гр. Велико Търново →                          | 54,0 | → гр. Велико Търново, 103,4 км, I-5 (до ГКПП Маказа - Нимфея)             |